# Krzysztof Kieślowski
Krzysztof Kieślowski ([ˈkʂɨʂtɔf kʲɛɕˈlɔfskʲi]; ; Varsavia, 27 giugno 1941 – Varsavia, 13 marzo 1996) è stato un regista, sceneggiatore, scrittore e documentarista polacco.
È riconosciuto universalmente come uno dei più grandi cineasti di sempre.

## Biografia

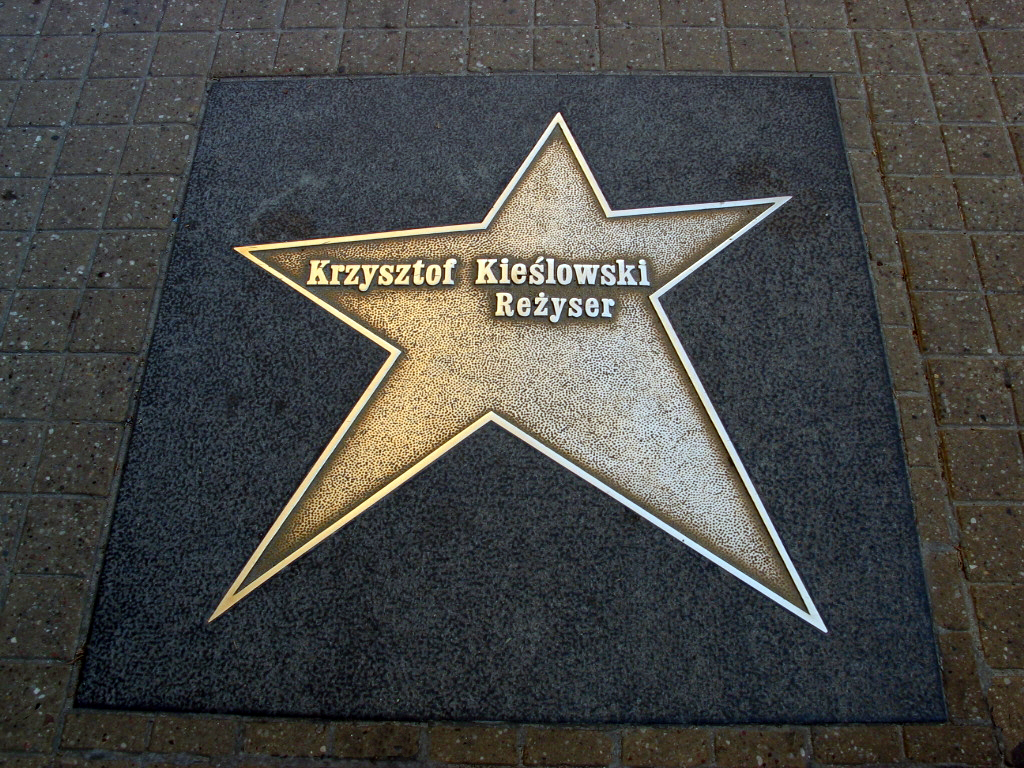
La stella del regista sulla Walk Of Fame a Łódź

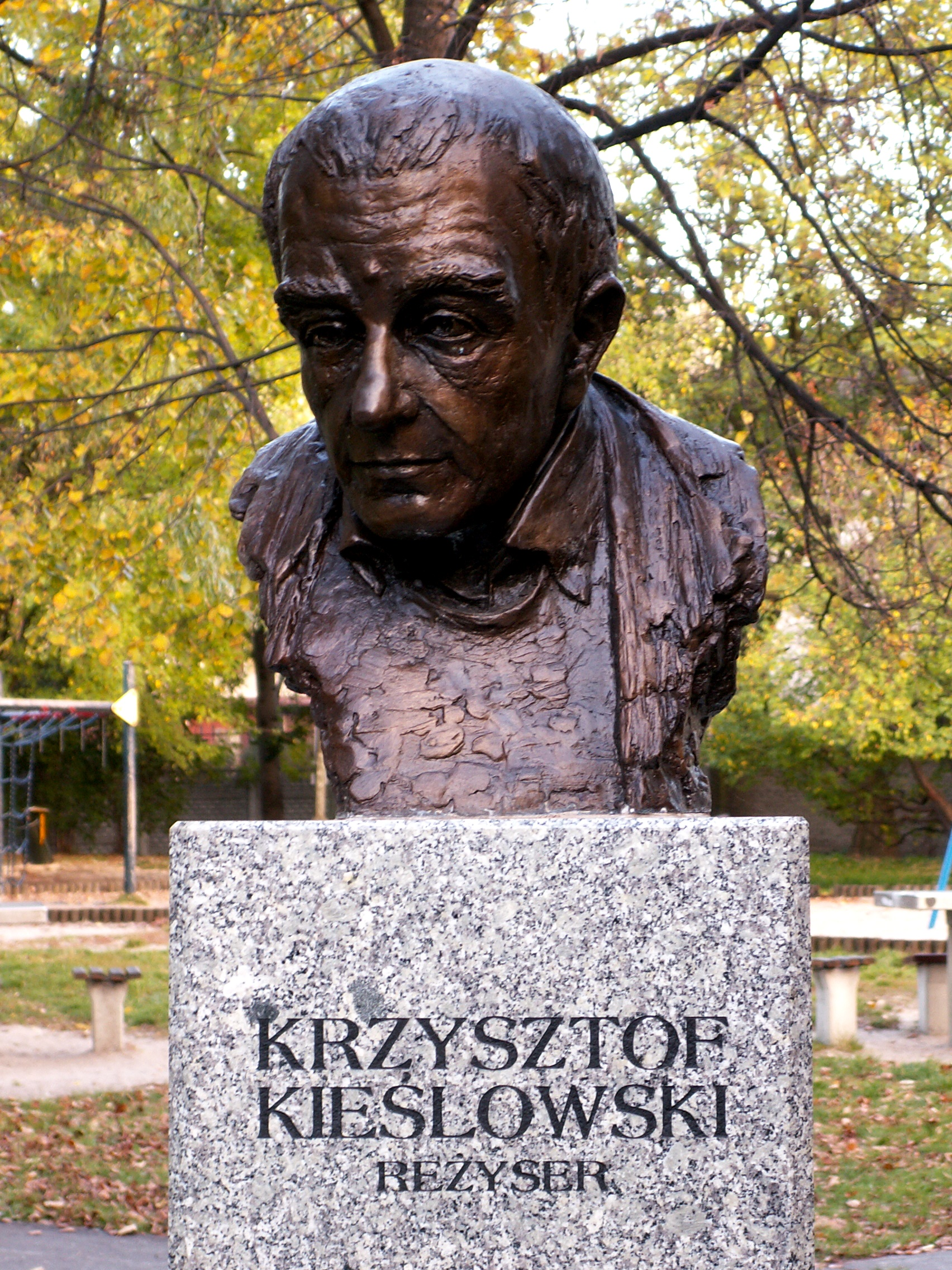
Un busto dedicato al regista

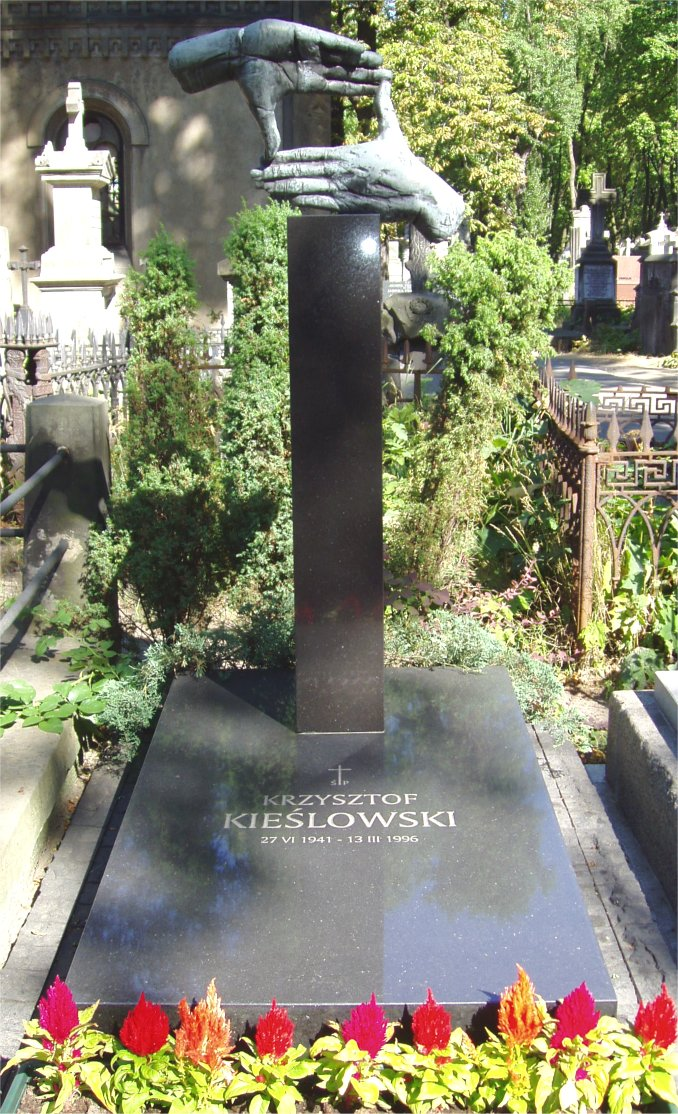
La tomba di Kieślowski al Cimitero Powązki.

A causa della malattia del padre, sofferente di tubercolosi, la famiglia Kieślowski era costretta a spostarsi in continuazione in località che disponessero di un sanatorio. Il padre morì quando Krzysztof aveva sedici anni. Si diplomò in tecniche teatrali, specializzandosi nella realizzazione di scenari. Nel 1969 si laureò alla Scuola di Cinema di Łódź, che all'epoca godeva di fama e prestigio internazionale. Iniziò così a girare documentari sia per la televisione sia per il cinema. Sarebbero stati proprio questi a fargli avere i primi problemi con le autorità.
Un suo documentario del 1971, Robotnicy 1971 - Nic o nas bez nas (Lavoratori 1971: Niente su di noi senza noi) sulla repressione violenta dello sciopero di Danzica, venne requisito dalla polizia che voleva identificare i partecipanti: Kieślowski rimase molto colpito da questo fatto, sentendosi quasi un traditore. Nel 1980, mentre filmava un deposito automatico dei bagagli per il documentario Dworzec (La stazione), la polizia gli sequestrò di nuovo la pellicola: il regista, ignaro, aveva ripreso una valigia contenente i resti di una donna fatta a pezzi dalla figlia che la polizia stava ricercando da tempo.
Entrò a far parte di una cerchia di registi che si proponeva di ritrarre la situazione della Polonia durante il comunismo. Una volta passato ai lungometraggi, per le sceneggiature il regista si avvalse della preziosa collaborazione dell'avvocato polacco Krzysztof Piesiewicz, con il quale avrebbe collaborato durante tutta la propria carriera cinematografica. Un altro suo abituale collaboratore fu il compositore polacco Zbigniew Preisner (che nella Trilogia dei Colori, La doppia vita di Veronica e nel nono capitolo del Decalogo diventa il fittizio compositore olandese Van den Budenmayer).
Krzysztof Kieślowski, in seguito ad un attacco di cuore, morì il 13 marzo 1996 durante un'operazione a cuore aperto. È seppellito nel cimitero Powązki di Varsavia, in Polonia. Uno dei progetti incompiuti del regista era quello di dirigere, oltre alla famosa Tre Colori, un'altra trilogia, basata questa volta su La divina commedia di Dante Alighieri. L'unica delle tre sceneggiature ad essere completata da Kieślowski e Piesiewicz, Heaven, è stata portata sullo schermo dal regista tedesco Tom Tykwer nel 2002. La seconda sceneggiatura di questa trilogia, cominciata da Kieślowski e terminata da Piesiewicz è L'enfer, diretto dal regista bosniaco Danis Tanović.

## Stile
Il cinema di Kieślowski è caratterizzato dall'assenza di effetti speciali o spettacolari, dai dialoghi scarni e da sceneggiature che concentrano laceranti dilemmi etici ed esistenziali. Il grande regista Stanley Kubrick, che nutriva una sincera ammirazione per il regista polacco, una volta ebbe a dire:

## Filmografia

### Regista e sceneggiatore

#### Cinema

##### Lungometraggi
- La cicatrice (Blizna) (1976)
- Il cineamatore (Amator) (1979)
- Destino cieco, conosciuto anche come Il caso (Przypadek) (1981)
- Senza fine (Bez konca) (1985)
- Breve film sull'uccidere (Krótki film o zabijaniu) (1988)
- Non desiderare la donna d'altri (Krótki film o miłości) (1988)
- La doppia vita di Veronica (La double vie de Véronique/Podwójne zycie Weroniki) (1991)
- Tre colori - Film blu (Trois couleurs : Bleu) (1993)
- Tre colori - Film bianco (Trois couleurs : Blanc) (1994)
- Tre colori - Film rosso (Trois couleurs : Rouge) (1994)

##### Cortometraggi e mediometraggi
- Tramwaj (1966)
- Urząd (1966)
- Koncert życzeń (1967)
- Zdjęcie (1968)
- Dalla città di Łódź (Z miasta Lodzi) (1969)
- Byłem żołnierzem (1970)
- Fabryka (1970)
- Przed rajdem (1971)
- Ritornello (Refren) (1972)
- Miedzy Wroclawiem a Zielona Góra (1972)
- Podstawy BHP w kopalni miedzi (1972)
- Robotnicy 1971 Nic o nas bez nas, coregia di Pawel Kedzierski, Tadeusz Walendowski, Wojciech Wiszniewski e Tomasz Zygadlo (1972)
- Murarz (1973)
- Przejscie podziemne (1974)
- Przeswietlenie (1974)
- Pierwsza milosc (1974)
- Curriculum vitae (Zyciorys) (1975)
- L'ospedale (Szpital) (1976)
- Ciak (Klaps) (1976)
- Dal punto di vista di un portiere notturno (Z punktu widzenia nocnego portiera) (1977)
- Non lo so (Nie wiem) (1977)
- Sette donne di età diversa (Siedem kobiet w róznym wieku) (1978)
- La stazione (Dworzec) (1980)
- Le teste parlanti (Gadajace glowy) (1980)
- Sette giorni della settimana (Siedem dni w tygodniu) (1988)

#### Televisione
- Il personale (Personel) (1975), film TV
- La tranquillità (Spokój) (1976), film TV
- Una breve giornata di lavoro (Krótki dzien pracy) (1981), film TV
- Decalogo (Dekalog) serie di dieci film TV (1988)
  - Decalogo 1 (Dekalog, jeden)
  - Decalogo 2 (Dekalog, dwa)
  - Decalogo 3 (Dekalog, trzy)
  - Decalogo 4 (Dekalog, cztery)
  - Decalogo 5 (Dekalog, pięc)
  - Decalogo 6 (Dekalog, sześć)
  - Decalogo 7 (Dekalog, siedem)
  - Decalogo 8 (Dekalog, osiem)
  - Decalogo 9 (Dekalog, dziewięć)
  - Decalogo 10 (Dekalog, dziesięć)

### Sceneggiatore
- Duże zwierzę, regia di Jerzy Stuhr (2000), postumo
- Heaven, regia di Tom Tykwer (2002), postumo
- L'enfer, regia di Danis Tanović (2005), postumo
- Nadzieja, regia di Stanisław Mucha (2007), postumo

## Riconoscimenti
- Premio Oscar
  - 1995 – Candidatura a miglior regista per Tre colori – Film rosso
  - 1995 – Candidatura a miglior sceneggiatura originale per Tre colori – Film rosso

- BAFTA
  - 1995 – Candidatura a miglior film non in lingua inglese per Tre colori – Film rosso
  - 1995 – Candidatura a miglior sceneggiatura originale per Tre colori – Film rosso
  - 1995 – Candidatura a miglior regista per Tre colori – Film rosso

- Festival di Cannes
  - 1988 – In competizione per la Palma d'oro con Breve film sull'uccidere
  - 1988 – Premio FIPRESCI per Breve film sull'uccidere
  - 1988 – Premio della giuria per Breve film sull'uccidere
  - 1991 – In competizione per la Palma d'oro con La doppia vita di Veronica
  - 1991 – Premio FIPRESCI per La doppia vita di Veronica
  - 1994 – In competizione per la Palma d'oro con Tre colori – Film rosso

- Mostra internazionale d'arte cinematografica di Venezia
  - 1993 – Leone d'oro per Tre colori – Film blu

- Festival internazionale del cinema di Berlino
  - 1994 – Orso d'argento alla miglior regia per Tre colori – Film bianco

- Premio César
  - 1995 – Candidatura a miglior film per Tre colori – Film rosso
  - 1995 – Candidatura a miglior regista per Tre colori – Film rosso
  - 1995 – Candidatura a miglior sceneggiatura per Tre colori – Film rosso